# سانجاي كومار جا
سانجاي كومار جا (بالهندية: ) (بالإنجليزية: Sanjay Kumar Jha)‏ : من مواليد 1963 هو الرئيس التنفيذي لشركة جلوبل فوندز والرئيس السابق والرئيس التنفيذي لشركة موتورولا موبيليتي. وقبل ذلك كان الرئيس التنفيذي للعمليات في شركة كوالكوم.

## حياته
ولد جا في عائلة براهمة في عام 1963 في بهاغالبور، بيهار في شرق الهند. [1] حصل على شهادة البكالوريوس في الهندسة من جامعة ليفربول ودكتوراه في هندسة الإلكترونيات من جامعة ستراثكلايد.